# Bělá u Jevíčka
Pour les articles homonymes, voir Bělá.
Bělá u Jevíčka (en allemand : Albendorf) est une commune du district de Svitavy, dans la région de Pardubice, en République tchèque. Sa population s'élevait à 357 habitants en 2024.

## Géographie
Bělá u Jevíčka se trouve à 19 km au sud-est de Svitavy, à 77 km au sud-est de Pardubice et à 166 km à l'est-sud-est de Prague.
La commune est limitée par Březina à l'ouest et au nord-ouest, par Jevíčko au nord-est et à l'est, par Velké Opatovice au sud, et par Slatina au sud-ouest.

## Administration
La commune se compose de deux sections :
- Bělá
- Smolná

## Histoire
La première mention écrite du village date de 1258.

## Transports
Par la route, Bělá u Jevíčka se trouve à 6 km de Jevíčko, à 25 km de Svitavy, à 125 km de Pardubice et à 244 km de Prague. 